# Monte de Ramo
Monte de Ramo (Montederramo) é um município da Espanha na província de Ourense, comunidade autónoma da Galiza. Tem 135,57 km² de área e em 2021 tinha 705 habitantes (densidade: 5,2 hab./km²).

## Demografia
| Variação demográfica do município entre 1991 e 2004 | Variação demográfica do município entre 1991 e 2004 | Variação demográfica do município entre 1991 e 2004 | Variação demográfica do município entre 1991 e 2004 |
| --------------------------------------------------- | --------------------------------------------------- | --------------------------------------------------- | --------------------------------------------------- |
| 1991                                                | 1996                                                | 2001                                                | 2004                                                |
| 1523                                                | 1384                                                | 1206                                                | 1130                                                |

## Patrimônio edificado
- Mosteiro de Montederramo